# Europonti Spijkenisse
Gli Europonti Spijkenisse (o Europonti di Spijkenisse), noti localmente in lingua olandese come Spijkenisser Eurobruggen, sono un progetto di arti applicate realizzato nella località neerlandese di Spijkenisse (oggi facente parte di Nissewaard), nella provincia dell’Olanda Meridionale, che riproduce i ponti delle sette banconote in euro. 
Le sette banconote euro della prima serie, opera del disegnatore austriaco Robert Kalina e in circolazione dal 1º gennaio 2002, raffigurano sul retro altrettanti ponti. Per evitare possibili favoritismi tra Paesi e simboleggiare invece l'unione e il dialogo tra i popoli, non sono stati scelti ponti reali, ma piuttosto sette stili architettonici che è possibile incontrare nei diversi Stati membri dell'Unione europea: classico, romanico, gotico, rinascimentale, barocco e rococò, industriale/Art Nouveau e architettura contemporanea.
L'artista olandese Robin Stam ha proposto di costruire fisicamente i setti Europonti nella sua cittadina natale Spijkenisse, nella nuova zona residenziale di Het Land. Il progetto del quartiere infatti prevedeva che fosse circondato su tutti i lati da un canale, attraversato da sette ponti. Stam ha proposto la sua idea al consiglio comunale della cittadina, che l'ha approvata e ha deciso di finanziarla. Il progetto e la realizzazione dei ponti sono costati circa 1,3 milioni di euro, un quarto in più di quanto sarebbe servito per realizzare una serie di ponti normali, ma il consiglio comunale lo ha visto come un investimento per il futuro.
Prima di iniziare la costruzione Robin Stam ha contattato la Banca centrale europea per essere certo che non ci fossero obiezioni al riguardo, e ha ricevuto una lettera di approvazione da parte della banca. Anche la Banca dei Paesi Bassi è stata messa al corrente dell'iniziativa e ha dato il nulla osta, definendola un'idea creativa.

## Costruzione e inaugurazione
Pur riproducendo fedelmente l'aspetto dei ponti delle banconote, i ponti di Spijkenisse non sono altrettanto monumentali, ma sono in realtà lunghi poche decine di metri, due carrabili e gli altri riservati a ciclisti e pedoni. Tre ponti (10 €, 50 € e 500 €) attraversano il canale sul lato nord ovest del quartiere residenziale, a circa 80 metri di distanza uno dall'altro, mentre altri tre ponti si trovano lungo il canale a sud est dove si incontra per primo il 100 €, poi un ponte carrabile più largo degli altri che riproduce da un lato i 20 € e dall'altro i 5 €, ed infine il ponte relativo alla banconota da 200 €.
Anche il materiale usato per la costruzione non è lo stesso di quello dei ponti delle banconote: mentre le banconote da 5 € (stile classico), 10 € (stile romanico), 20 € (stile gotico), 50 € (stile rinascimentale) e 100 € (stile barocco e rococò) raffigurano ponti in muratura, le strutture di Spijkenisse sono state realizzate in cemento, colorato in modo da riprodurre il colore della banconota corrispondente. Per i due ponti di stile più moderno, corrispondenti alle banconote da 200 € (industriale / Art Nouveau) e 500 € (architettura contemporanea), è stato invece usato l'acciaio.
I ponti delle banconote da 10 e 50 € sono stati inaugurati il 26 ottobre 2011, dall'allora commissario della regina dell'Olanda Meridionale Jan Franssen, mentre l'ultimo ponte è stato aperto al traffico il 26 settembre 2013.

## Galleria d’immagini
| Valore   | Apertura   | Posizione              | Immagine | Retro della banconota rappresentato |
| -------- | ---------- | ---------------------- | -------- | ----------------------------------- |
| 5 euro   | —          | 51.849444°N 4.34025°E  |          |                                     |
| 10 euro  | 26/10/2011 | 51.852417°N 4.338028°E |          |                                     |
| 20 euro  | —          | 51.84925°N 4.340167°E  |          |                                     |
| 50 euro  | 26/10/2011 | 51.852056°N 4.337139°E |          |                                     |
| 100 euro | 26/09/2013 | 51.848861°N 4.339444°E |          |                                     |
| 200 euro | 17/10/2012 | 51.849861°N 4.340944°E |          |                                     |
| 500 euro | 26/09/2013 | 51.85125°N 4.335639°E  |          |                                     |